# Lake Karapiro
Lake Karapiro is een kunstmatig aangelegd meer in Nieuw-Zeeland. Het ligt aan de Waikato-rivier, dertig kilometer ten zuidoosten van de stad Hamilton op het Noordereiland. Het meer ontstond in 1947 door de bouw van een stuwdam die gebruikt werd voor het opwekken van energie.

## Achtergrond
Het woord Karapiro is afgeleid uit het Maori en zou een samenstelling zijn van de woorden Kara (basaltsteen) en piro (vies ruiken). In de 19e eeuw cremeerde een Maori-stam haar gesneuvelde strijders op de plek van het meer na een gewonnen veldslag.
Lake Karapiro is vooral bekend vanwege de roeiwedstrijden die op het meer worden gehouden. In 1978 en 2010 werd het wereldkampioenschap op de baan gehouden. In 1950 vonden tijdens de British Empire Games de roeiwedstrijden plaats op het meer. Een jaar eerder bood het stuwmeer voor de eerste plek aan de nationale kampioenschappen. Sinds de jaren tachtig worden de Nieuw-Zeelands kampioenschappen afwisselend op Lake Karapiro en Lake Ruataniwha gehouden. Roeiers voor wie Lake Karapiro de thuisbaan is wonen doorgaans in Cambridge.